# Xian de Qinggil
Cette page contient des caractères spéciaux ou non latins. S’ils s’affichent mal (▯, ?, etc.), consultez la page d’aide Unicode.
Pour les articles homonymes, voir Qinghe.
Le xian de Qinggil (chinois : 青河县 ; pinyin : qīnghé xiàn ; ouïghour : چىڭگىل ناھىيىسى/ Çinggil Nahiyisi) est un district administratif de la région autonome du Xinjiang en Chine. Il est placé sous la juridiction de la préfecture d'Altay.

## Démographie
La population du district était de 53 690 habitants en 1999.

## Géographie
Le xian est frontalier à l'Est du sum de Bulgan, dans l'aïmag de Bayan-Ölgii, en Mongolie. L'Ulungur, est une rivière qui prend sa source dans le Bulgan, et passe par le xian de Qinggil.

## Faune et flore
Le Castor fiber birulai, une sous-espèce du castor d'Eurasie, ne se trouve que dans le bassin de l'Ulungur, qui part de Mongolie et passe par ce xian. La population est considérée comme étant en danger. La réserve naturelle du castor de Bulgan (chinois : 布尔根河河狸自然保护区 ; 46° 12′ 00″ N, 90° 45′ 00″ E) y a été établie sur la Bulgan (un affluent de l'Ulungur), en 1980, afin de les protéger,.